# Орен Лаві
Орен Лаві (нар. 13 червня 1976, Тель-Авів) — ізраїльський співак, автор пісень, письменник, театральний та відеорежисер. Його музичне відео на «Her Morning Elegance» було номіновано на премію Греммі у 2009 році як «Найкраще коротке музичне відео».
Лаві випустив дебютний студійний альбом The Opposite Side of the Sea 10 березня 2009 року в Сполучених Штатах. Він є лауреатом премії ASCAP Foundation Award. Його перша книжка для дітей «Ведмідь, якого не було» опублікована у 2014 році й з того часу була перекладена багатьма мовами. Другий студійний альбом Лаві Bedroom Crimes вийшов у травні 2017 року.

## Життя та кар'єра
Лаві народився в Тель-Авіві, Ізраїль, де провів свої молоді роки. У 1997 році його п'єса «Палички та колеса» та власна постановка були удостоєні головних призів на фестивалі альтернативного ізраїльського театру «Акко». Постановка показана в Тель-Авіві протягом 1998 року. Того року він поїхав до Лондона, щоб вивчати театральну режисуру в Лондонській академії музичного та драматичного мистецтва (LAMDA). Після його закінчення дві його п'єси були поставлені в різних лондонських театрах. Вони вже містили кілька пісень, написаних ним.
У 2001 році Лаві переїхав до Нью-Йорка, де керував кількома семінарами зі своїх п'єс, і поступово сконцентрувався на написанні пісень. У 2003 році переїхав до Берліна і почав записувати перший альбом The Opposite Side of the Sea, який самостійно спродюсував. Альбом був випущений в Європі в січні та лютому 2007 року, а в США — у березні 2009 року.
У 2009 році його музичне відео в стилі стоп-моушн «Her Morning Elegance» за участю Шир Шомрон, актриси/моделі ізраїльського походження, здобуло значну популярність на YouTube, отримавши понад 30 мільйонів переглядів, що для того періоду є високим результатом. Лаві спродюсував і став режисером відео разом з Меравом і Ювалем Натаном, воно знімалося 48 годин без перерви.
«Her Morning Elegance» показували на Cannes Lion, SXSW, LA Film Festival, Vienna Shorts та багатьох інших кінофестивалях по всьому світу.
Орен виконав «Her Morning Elegance» на Шоу Джиммі Кіммела, співаючи з гігантською лялькою.
Орен з'явився в шоу Chimes of Freedom: Songs of Bob Dylan Honoring 50 Years of Amnesty International, виконавши кавер 4th Time Around Ділана.
Його перша книжка для дітей «Ведмідь, якого там не було» опублікована у 2014 році й з того часу перекладена багатьма мовами та опублікована по всьому світу.
Другий альбом Bedroom Crimes вийшов у 2017 році. На ньому є пісня Did You Really Say No, записана спільно з французькою співачкою та акторкою Ванессою Параді.

## Дискографія

### Студійні альбоми
- The Opposite Side of the Sea (2007)
- Bedroom Crimes (2017)

### Сингли
- «Her Morning Elegance» (2007)
- «Did You Really Say No» (2017)

### Інші пісні
- «A Dance 'Round the Memory Tree» саундтрек Хроніки Нарнії: Принц Каспіан (2008)